# Voyager (australijski zespół)
Voyager – australijski zespół metalu progresywnego pochodzący z Perth, założony w 1999 roku. Reprezentanci Australii w 67. Konkursie Piosenki Eurowizji.

## Historia
Zespół został założony w 1999 roku na Uniwersytecie Australii Zachodniej przez Daniela Estrina, Marka Bakera i Adama Lovkisa. W 2003 roku w składzie: Daniel Estrin (instrumenty klawiszowe, wokal), Mark De Vattimo (gitara), Jennah Graieg (bas), Geoff Callaghan (perkusja) i Emanuel Rudnicki (gitara) nagrali swój pierwszy album Element V, wydany w 2003 roku w Australii, a w 2004 rozprowadzony przez holenderską wytwórnię DVS Records w Europie oraz przez japońską wytwórnię Woodbell/Experience w tym kraju z utworem bonusowym „Now and Forever”. Zespół wystąpił na ProgPower Europe Festival w Holandii w 2006 roku i spotkał się z pozytywnym odzewem mediów, przez co został zaproszony do ProgPower UK w 2008 roku.

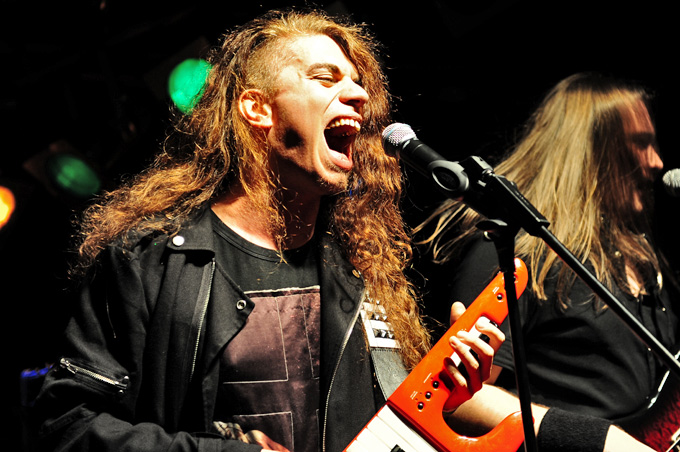
Voyager podczas występu w barze w Perth (2011).

Na początku 2007 roku europejski dystrybutor DVS Records ogłosił zamknięcie, a zespół nie miał wytwórni, która mogłaby wydać ich drugi album uniVers, który na tym etapie został już nagrany w całości. W październiku 2007 roku zespół podpisał kontrakt z niemiecką wytwórnią Dockyard 1 Records w Hamburgu, która wydała uniVers na całym świecie. Po nagraniu nowych piosenek z Adamem Roundem i zmasterowaniu utworów przez Sterling Sound w Nowym Jorku, kolektyw wydał swój trzeci album I Am the ReVolution 20 września 2009 roku za pośrednictwem Dockyard 1 Records w Niemczech i Riot Entertainment w Australii. Album został natychmiast przyjęty z pozytywnym uznaniem krytyków, chociaż niektórzy krytycy byli sceptyczni co do silnych wpływów melodycznych zespołu i ich „popowego” brzmienia.
Po nagraniu nowych piosenek w kwietniu/maju 2011, zespół podpisał kontrakt z wytwórnią Sensory z New Jersey. W październiku 2011 roku zespół wydał już czwarty z kolei album, The Meaning of I. Album był pierwszym, na którym pojawił się nowy gitarzysta Scott Kay i ostatnim, na którym na perkusji grał Mark Boeijen, który odszedł wkrótce po nagraniu, aby skupić się na swojej rodzinie. Został wydany na całym świecie 11 października 2011 roku, a zaprezentowany przedwcześnie w Stanach Zjednoczonych na festiwalu ProgPower we wrześniu tego roku. Po powrocie z USA, Voyager odbył trasę koncertową z popularnym fińskim zespołem metalowym, Children of Bodom. W 2018 roku nawiązali kontrakt z wydawnictwem Season of Mist.
W lutym 2022 z utworem „Dreamer” zajęli drugie miejsce w programie Eurovision – Australia Decides, będącym australijskimi eliminacjami do Konkursu Piosenki Eurowizji, zwyciężając głosowanie telewidzów. W 2023 roku zostali wewnętrznie wybrani przez australijskiego nadawcę Special Broadcasting Service (SBS) do reprezentowania kraju w 67. Konkursie Piosenki Eurowizji w Liverpoolu z utworem „Promise”. 11 maja wystąpili jako 16 w kolejności w drugim półfinale konkursu i z pierwszego miejsca zakwalifikowali się do finału, który został rozegrany 13 maja. Zajęli w nim 9. miejsce po zdobyciu 151 punktów, w tym 21 pkt od telewidzów (20. miejsce) i 130 pkt od jurorów (6. miejsce).

## Skład

### Obecny
- Daniel Estrin – wokal, instrumenty klawiszowe
- Simone Dow – gitara
- Scott Kay – gitara
- Ashley Doodkorte – perkusja
- Alex Canon – bas

### Byli członkowie
- Adam Lovkis – perkusja (1999–2000)
- Mark Baker – instrumenty klawiszowe (1999–2000)
- Jennah Greaig – bas (2001–2003)
- Emanuel Rudnicki – gitara (2000–2006)
- Geoff Callaghan – perkusja (2000–2006)
- Melissa Fiocco – bas (2003–2007)
- Mark DeVattimo – gitara (1999–2008)
- Chris Hanssen – gitara (2009–2010)
- Mark Boeijen – perkusja (2005–2011)

## Dyskografia

### Albumy studyjne
- 2003 – Element V
- 2007 – uniVers
- 2009 – I Am the ReVolution
- 2011 – The Meaning of I
- 2013 – V
- 2017 – Ghost Mile
- 2019 – Colours in the Sun
- 2023 - Fearless in Love

### Single
- 2006 – „Sober”
- 2009 – „Lost”
- 2009 – „The Devil in Me”
- 2013 – „Breaking Down”
- 2016 – „Misery Is Only Company”
- 2017 – „Ascension”
- 2019 – „Brightstar”
- 2019 – „Colours”
- 2019 – „Water Over the Bridge”
- 2019 – „Entropy”
- 2021 – „The Boy's in Love”
- 2022 – „Dreamer”
- 2022 – „White Shadow”
- 2022 – „Submarine”
- 2022 – „Hyperventilating”
- 2023 – „Promise”
- 2023 - "Prince of fire"
- 2023 - "Ultraviolet"